# Outlaw Man
»Outlaw Man« je skladba, katere avtor je David Blue, posnela pa jo je skupina Eagles. Skladba je izšla na njihovem albumu Desperado, ki govori o Divjem zahodu, tema skladbe pa je prav tako Divji zahod. To je drugi singl z albuma, po singlu »Tequila Sunrise«, in osma skladba z albuma.
Glavni vokal pri skladbi je prispeval Glenn Frey, ostali člani skupine pa pojejo harmonijo.
Skladbo je posnel tudi David Blue in jo izdal na svojem albumu Nice Baby and the Angel leta 1973.

## Zasedba
- Glenn Frey: glavni vokal, akustična kitara, klavir, Wurlitzer
- Bernie Leadon: spremljevalni vokal, solo kitara
- Randy Meisner: spremljevalni vokal, bas kitara
- Don Henley: spremljevalni vokal, bobni

## Lestvice
| Lestvica (1973)   | Mesto |
| ----------------- | ----- |
| Billboard Hot 100 | 59    |